# HMS Victoria (1887)
L'HMS Victoria era el vaixell principal de la seva classe de dos cuirassats de la Royal Navy. El 22 de juny de 1893, va col·lidir accidentalment amb el Camperdown a Trípoli, al Líban durant una demostració i es va enfonsar ràpidament. Hi van morir 358 tripulants, inclòs el comandant de la Flota Britànica de la Mediterrània, el vice-almirall Sir George Tryon. Un dels supervivents n'era oficial executiu, John Jellicoe, que va ser més endavant el comandant principal de la Gran Flota Britànica a la batalla de Jutlàndia.
La tragèdia del Victoria, provocada per una maniobra errònia de l'almirall de la flota, s'ha considerat un dels episodis més ridículs de la història militar.

## Disseny
El Victoria es va construir en una època d'innovació i desenvolupament en el disseny naval. S'havia d'anomenar Renown (Renom), però es va canviar el nom abans de l'amarament per celebrar el jubileu d'or de la Reina Victòria, que se celebrava el mateix any. La seva arribada es va acompanyar amb força propaganda sobre el fet que era el vaixell blindat més potent en servei, amb el blindatge més gruixut, els canons més grossos, i alhora era un dels vaixells blindats més grans i més ràpids. No obstant, a la pràctica, el disseny no va ser tan reeixit. El vaixell tenia el sobrenom de 'la sabatilla' (o, juntament amb el seu germà, l'HMS Sans Pareil, que també estava a l'esquadró de la Mediterrània, 'el parell de sabatilles') perquè el castell de proa era molt baix, i tenia tendència a perdre's de vista fins i tot amb poca maror.
La coberta de proa tenia una sola torreta amb dos canons BL de 16.25 polzades Mk I. A popa hi havia un canó BL de 10 polzades protegit amb un escut. Aquest disseny, que era conseqüent amb el del cuirassat anterior de la Royal Navy, l'HMS Conqueror (de 1881), era un compromís entre les intencions originals de tenir armament principal a proa i a popa, i significava que els canons només podien disparar al costat o al davant de la nau. El gran pes de la torreta va suposar que s'hagués de muntar molt baixa per millorar l'estabilitat del vaixell, i que no se'n pogués muntar una altra de semblant a popa. El gran canó de 410 mm es va triar perquè s'havien utilitzat canons de mida semblant en vaixells estrangers, i perquè hi havia dificultats per trobar el disseny preferit per la Navy, de 250 mm.
Va resultar que els canons pesaven tant que s'inclinaven que estaven instal·lats als muntants i només podien disparar 75 canonades abans que es desgastés massa. Si els canons es disparaven cap endavant, van adonar-se que el retrocés deformava la coberta. El blindatge principal només cobria uns 50 metres dels 103.6 de llargada total, variant en gruix des dels 40 als 46 cm. En comparació el cuirassat francès Amiral Baudin, construït més o menys a la mateixa època, tenia més de 54 cm de blindatge al llarg de tot el vaixell. No obstant, el disseny britànic permetia que el vaixell fos més ràpid, tingués més autonomia i canons més grossos.
Fou el primer cuirassat propulsat per motors de vapor d'expansió triple. Els havia construïts Humphrys, Tennant and Company de Deptford i tenien cilindres de 1.100 mm, 1.600 mm i 2.400 mm de diàmetre amb una embolada d'1,30 m. Donaven 12.000 cavalls de vapor amb tiratge forçat, o 7.500 amb tiratge natural. També fou el primer vaixell de la Royal Navy que va anar equipat amb una turbina de vapor, que s'utilitzava per fer funcionar una dinamo.
A l'exposició de la Royal Navy de 1892 se'n va exposar un model molt detallat, i se'n va fer un altre en plata, que els oficials de la Navy i els Royal Marines van oferir a la Reina Victòria com a regal pel seu Jubileu.

## Servei
El primer encarregat del Victoria fou el Capità J. E. Stokes, el març de 1890, que va dur el vaixell a la Mediterrània. Un cop allà, la tripulació va intercanviar-se la del Camperdown, amb el capità J. C. Burnell assumint el comandament. Va passar a ser el vaixell insígnia de la flota mediterrània que comandava el vicealmirall Sir Anthony Hoskins. El 1891, Sir George Tryon va succeir-lo com a comandant de la flota, i el capità Maurice Bourke va passar a ser el nou capità del Victoria.

## Embarrancament

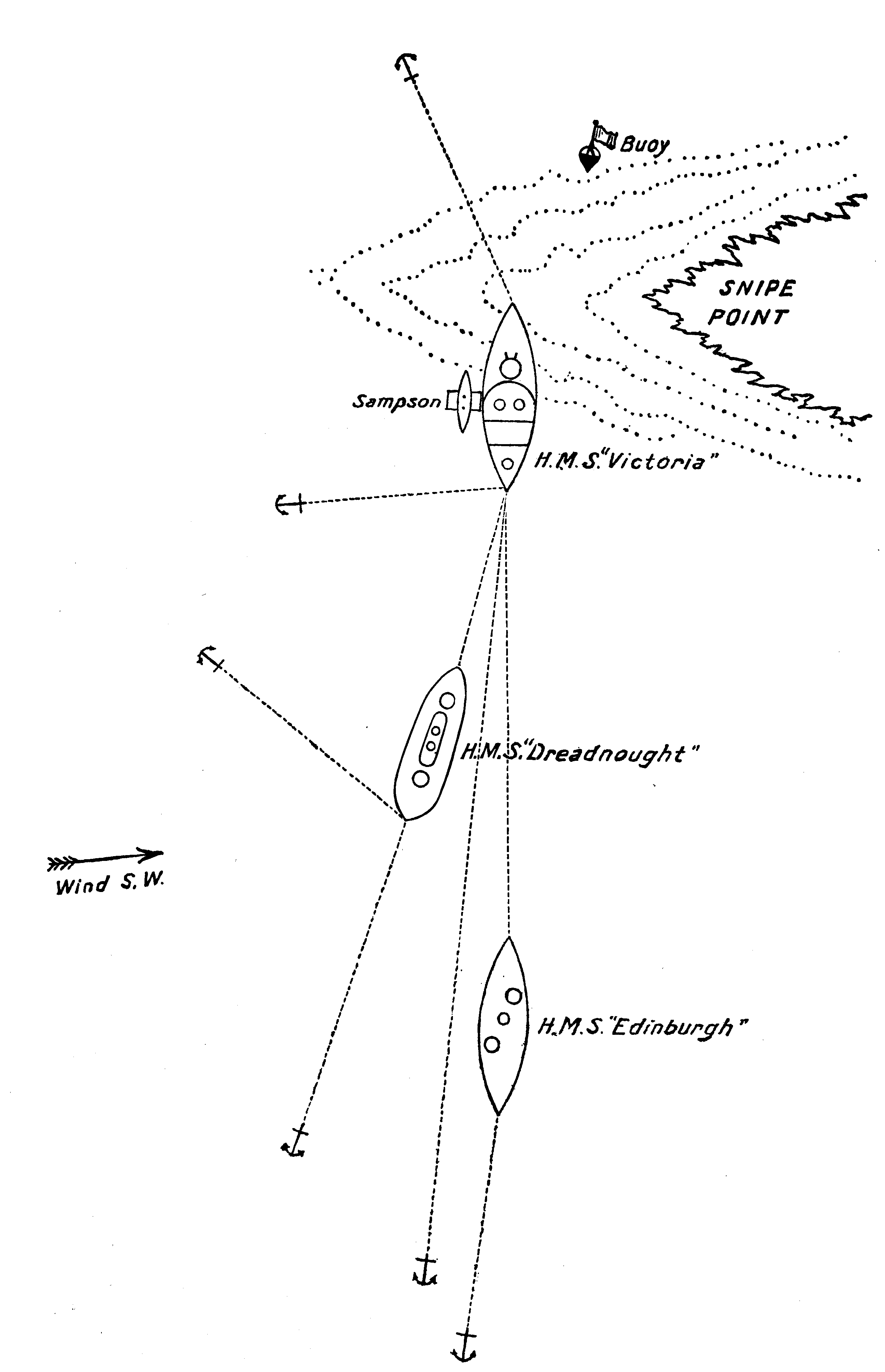
Posició dels vaixells per reflotar el Victoria.

El 29 de gener de 1892, el Victoria va embarrancar a Snipe Point, a prop de Platea, a la costa grega. Platea s'havia seleccionat com a port amistós perquè els vaixells britànics el fessin servir de base per a exercicis amb torpedes i mines i tots els vaixells de la flota mediterrània hi anaven successivament al llarg de l'hivern. Es llançaven torpedes des de vaixells ràpids en condicions reals de batalla, però era preferible de practicar en aigües relativament poc fondes, per poder recuperar els torpedes després (se suposava que flotaven quan s'aturaven els motors, però de vegades s'enfonsaven). El capità Bourke s'havia adonat de la dificultat de maniobrar el seu vaixell en aigües poc fondes, i havia ordenat que posessin una boia al punt on l'aigua pujava a 18 m. Els tripulants no van trobar el punt menys fondo, i el Victoria va embarrancar a 9 nusos contra la planassa rocosa i s'hi va quedar enganxat. La proa del vaixell va acabar a més de 2 m més amunt de l'aigua del que seria normal, per la inèrcia que l'impulsava contra la planassa. El fons del vaixell va quedar malmès, i tres compartiments es van inundar. La proa, però encara tenia 20 m d'aigua. Es va informar l'almirall Tryon, i va anar-hi amb el Surprise, ordenant que hi anés també el remolcador Sampson amb equips de bombeig i estatges. El Hecla — un transport de torpedes ja era a Platea i va fer dos intents de remolcar el Victoria. No va poder fer-ho, però va ajudar a ancorar la popa del vaixell fins que pogués arribar més ajuda. El Phaeton, l'Edinburgh, el Dreadnought, l'Scout i el Humber també van anar al lloc de l'accident.
Van alleugerir el Victoria de 1.273 tones, de les quals 483 corresponien a carbó que es va llençar per la borda. Es van posar pegats a les vies d'aigua creant mampares temporals, i tapant els forats amb fusta i ciment Portland. El Dreadnought i l'Edinburgh van lligar estatges al Victoria per tibar de la popa. El Sampson es va posar de costat per tibar cap enrere i els mateixos motors del Victoria es van engegar. Amb això es va aconseguir de moure el vaixell, que fou reflotat la tarda del 4 de febrer. El vaixell va anar al nou dic sec Hamilton, de Malta per les reparacions; fou el primer vaixell que el va utilitzar. El recobriment del casc s'havia arrencat al llarg de 21 m, amb algunes planxes doblegades en forma de 'S', encara que l'acer es deformava en comptes de trencar-se. Les reparacions es va completar a temps per al creuer d'estiu de la flota, el mes de maig.

## La col·lisió

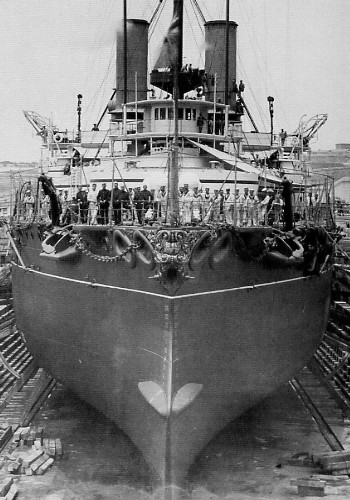
El Victoria al dic sec a Malta.

La Flota Britànica de la Mediterrània era una de les més poderoses del món en aquell moment. La Royal Navy considerava que la Mediterrània era una ruta vital entre les Illes Britàniques i l'Índia, amenaçada constantment per les marines de França i Itàlia, i hi concentrava una força impressionant. El 22 de juny de 1893, la major part de la flota, 11 vaixells blindats (vuit cuirassats i tres creuers grans, feien les maniobres anuals d'estiu a la costa de Trípoli, al Líban.
Tryon creia fermament en la disciplina més estricta, i considerava que la millor manera de mantenir les seves tripulacions tenses i eficients era fent evolucions de la flota, que, abans de la invenció de la telegrafia sense fils s'havien d'assenyalar amb banderes, semàfors i llums de senyalització. Tenia una bona reputació com a gestor atrevit i competent dels seus vaixells. La seva especialitat era un sistema nou (el sistema "TA") mitjançant el qual es podien aconseguir maniobres complexes amb només uns pocs senyals simples, però que requeria que els capitans dels seus vaixells tinguessin iniciativa; aquesta qualitat s'havia adormit al llarg de dècades de pau naval des de Trafalgar, i no estava ben vista en una marina molt jeràrquica que havia deïficat l'Almirall Horatio Nelson sense entendre el que representava. Tryon era un home taciturn, i de tracte difícil amb els seus subalterns. Tryon evitava deliberadament de fer-los saber les seves intencions, per entrenar-los a gestionar situacions imprevistes.

### Disposició de la flota
Tryon comandava una columna de sis vaixells, que formaven la primera divisió de la seva flota, des de la nau insígnia Victoria, que es movia a 8 nusos. El seu segon — el contraalmirall Albert Hastings Markham — estava a la nau principal de la segona divisió de 5 vaixells, el Camperdown, de 10.800 tones. La nau insígnia habitual de Markham, el Trafalgar estava en reparació. Curiosament, tractant-se de Tryon, havia comentat els seus plans per ancorar la flota amb alguns oficials seus. Les dues columnes de la flota havien de girar 180 graus cap endins successivament, canviant de direcció i acostant-se a 370 m l'una de l'altra. Després de navegar unes quantes milles en aquesta formació, tota la flota reduiria la velocitat i giraria simultàniament 90° a babord i llançaria àncores per passar la nit. Els oficials havien observat que la separació inicial de 1.100 metres entre les dues columnes era massa poc, i van suggerir que haurien de començar com a mínim amb 1.500 m de separació; fins i tot això no deixava prou marge de seguretat. Els radis de gir normals dels vaixells que havien de fer la maniobra implicaven que calia una separació de 1.800 m per deixar l'espai previst de 370 m després de completar la maniobra. Tryon havia confirmat que feien falta 8 cables (1.300 m) per la maniobra que esperaven els oficials, però més endavant va assenyalar que les columnes s'acostessin fins a sis cables (1000 m). Dos oficials van preguntar amb molta cura si l'ordre era correcta, i la va confirmar amb brusquedat.

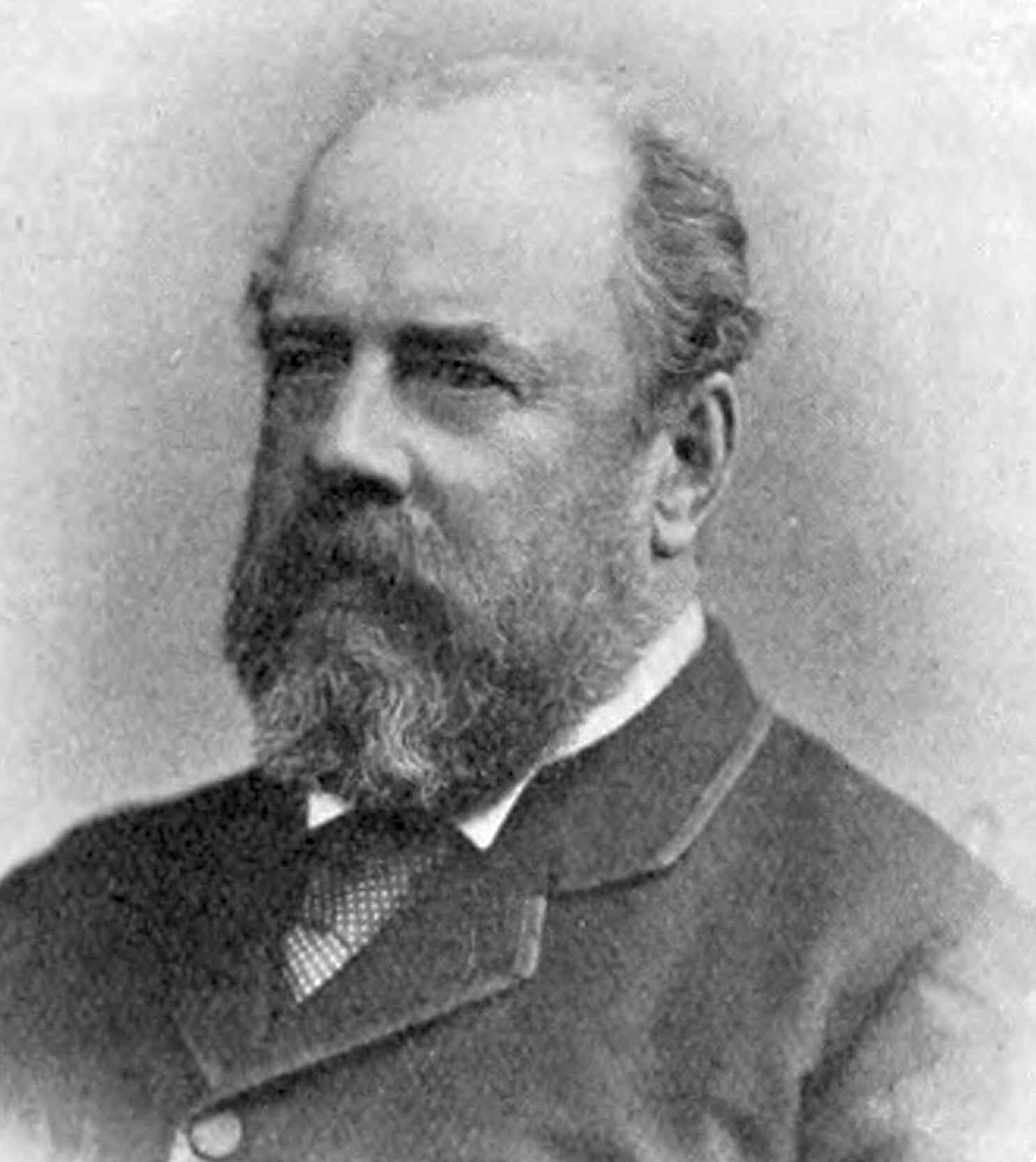
El vicealmirall Sir George Tryon

Va ordenar incrementar la velocitat fins a 8,8 nusos i cap a les 15:00 va ordenar que el Victoria assenyalés que tots els vaixells de cada columna giressin successivament 180° cap en dins, en direcció cap a l'altra columna, perquè la flota invertís el curs. No obstant, el diàmetre de gir "tàctic" normal dels vaixells era d'uns 730 m (amb un mínim de 550 m, encara que les ordres vigents exigien utilitzar el "timó tàctic" en maniobres de la flota), i per tant, si estaven a menys de 1.500 m de distància, la col·lisió era probable.
Com que no hi havia cap codi predeterminat al llibre de senyals per la maniobra que volia ordenar, Tryon va enviar ordres separades a les dues divisions. Eren:
- "Segona divisió alterar el curs en successió 16 punts a estribord conservant l'ordre de la flota".
- "Primera divisió alterar el curs en successió 16 punts a babord conservant l'ordre de la flota".

La frase "conservant l'ordre de la flota" implicaria que al final de la maniobra la columna d'estribord del principi continuaria sent la d'estribord al final. Aquesta teoria es va proposar a 'The Royal Navy' Vol VII pàgines 415-426. Aquí es suggereix que la intenció de Tryon era que una divisió girés per fora de l'altra.
El tinent de senyalització de Tryon era Lord Gillford, i fou ell qui va rebre l'ordre fatal d'assenyalar a les dues divisions l'ordre de girar setze punts endins, primer els vaixells comandants, i amb els altres seguint en successió.
Encara que alguns dels seus oficials sabien el que planejava en Tryon, no van fer-hi objeccions. Markham, que dirigia l'altra columna, va quedar confós per una ordre tan perillosa, i va retardar l'aixecament de les banderes que indicaven que l'havia entès. Tryon va preguntar pel retard en dur a terme les seves ordres, ja que la flota anava directa cap a la costa i havia de girar aviat. Va ordenar d'enviar un senyal amb semàfor a Markham, preguntant "Què espereu?" Dolgut per aquesta amonestació pública del seu comandant, Markham va ordenar immediatament que la seva columna comencés a girar. Alguns oficials dels dos vaixells insígnia van confirmar més tard que havien suposat o esperat que Tryon ordenaria alguna maniobra nova a l'últim minut.
Però les columnes continuaven virant l'una cap a l'altra, i moments abans de la col·lisió, els capitans dels dos vaixells es van adonar que no hi hauria canvi d'ordres. Fins i tot llavors, van esperar el permís per fer l'acció que podria haver evitat el xoc. El capità Bourke del Victoria va demanar tres cops permís a Tryon per invertir els motors; només ho va fer quan va rebre el permís. A l'últim moment, Tryon va cridar a l'altra banda en direcció a Markham: "Enrere!, enrere!".

### ElCamperdownenvesteix elVictoria

Animació de l'enfonsament.
Columna dreta
1: Victoria (vermell)
2: Nile
3: Dreadnought
4: Inflexible
5: Collingwood
6: Phaeton
Columna esquerra
7: Camperdown (blau)
8: Edinburgh
9: Sans Pareil
10: Edgar
11: Amphion.

Quan tots dos capitans van haver ordenat invertir els motors dels dos vaixells, ja era massa tard, i l'esperó del Camperdown va envestir la banda d'estribord del Victoria a uns 3,7 m per sota de la línia de flotació, entrant-hi 2,7 m. La inversió dels motors només va aconseguir que es retirés l'esperó i encara entrés més aigua abans de tancar les portes estanques del Victoria. Al cap de dos minuts de la col·lisió, els vaixells tornaven a estar separats.

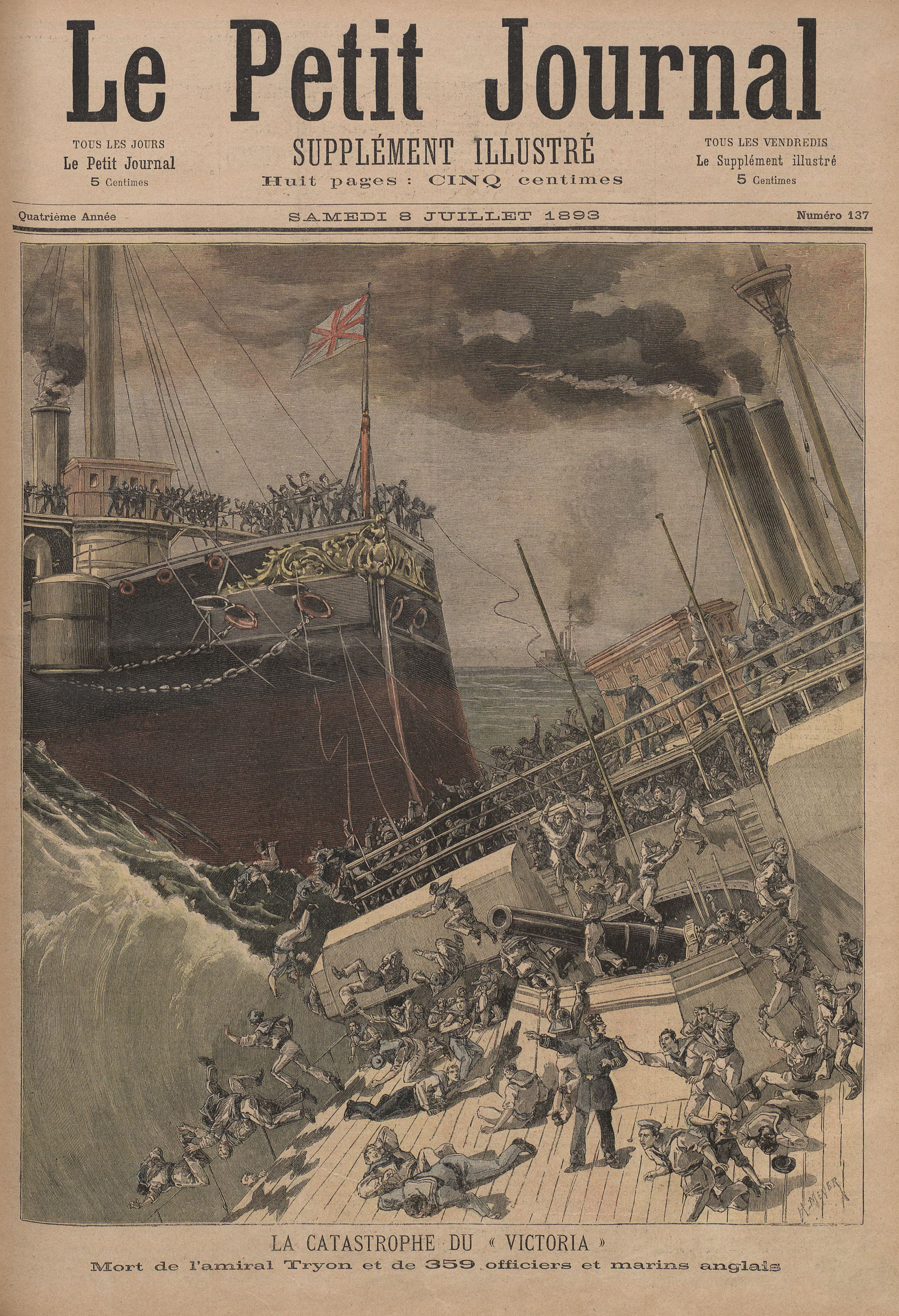
Interpretació artística de la col·lisió entre el Victoria i el Camperdown tal com va sortir en un setmanari il·lustrat francès.

Feia calor. Era dijous a la tarda, que tradicionalment era temps de repòs per la tripulació, i totes les escotilles i mitjans de ventilació estaven oberts per refrescar el vaixell. Hi havia una via d'aigua de 9,3 m² al costat del vaixell, oberta al mar. Al principi, Tryon i el seu oficial de navegació, el Comandant de Personal Thomas Hawkins-Smith, no creien que el vaixell s'enfonsés, perquè el dany era a la part del davant, i no havia afectat la sala de màquines ni la propulsió del vaixell. Tryon va començar a donar ordres per girar el vaixell i anar cap a la costa, que estava a 8 km, per embarrancar-lo. Alguns dels vaixells del voltant havien començat a llançar barques per al rescat, però va enviar ordres que tornessin. Només dos minuts després que el Camperdown sortís de la via que havia obert, l'aigua ja estava al nivell de coberta, i entrava per les escotilles obertes. Un equip dirigit pel tinent Herbert Heath va intentar de desplegar una manta de col·lisió pel costat del vaixell, intentant posar un "pegat" al forat i almenys alentir l'entrada d'aigua, però quan van aconseguir arribar a la posició, ja estava inundada i van haver de deixar-ho estar. Al cap de cinc minuts de la col·lisió, la prou ja s'havia enfonsat 4,6 m, el vaixell s'estava inclinant pronunciadament cap a estribord, i l'aigua entrava pels forats dels canons de la gran torreta anterior. El castell de proa es va submergir totalment, i només emergia la part superior de la torreta dels canons, formant una petita illa. Encara que els mecànics continuaven fent funcionar els motors, el sistema hidràulic del timó va fallar i el vaixell no es podia girar; tampoc no hi havia força per abaixar les barques del vaixell. Al cap de vuit minuts de la col·lisió, la part anterior del vaixell estava inundada i sota l'aigua, que ja tocava la coberta principal, i la popa s'havia aixecat tant que les hèlixs estaven pràcticament fora de l'aigua.
El capità Bourke havia baixat immediatament després de la col·lisió per investigar els danys i tancar les portes estanques. La sala de màquines era eixuta, però al davant del vaixell els homes no podien fermar les mampares amb l'aigua entrant al seu voltant. Alguns homes ja havien caigut a l'aigua o estaven atrapats al darrere de portes tancades. Però encara no hi havia hagut prou temps per tancar el vaixell per aturar l'avanç de l'aigua. Va tornar a coberta, donant ordres perquè els homes es preparessin per abandonar el vaixell. Es va ordenar a les files de mariners que s'havien ajuntat que es giressin cap al costat del vaixell, i que l'abandonessin.

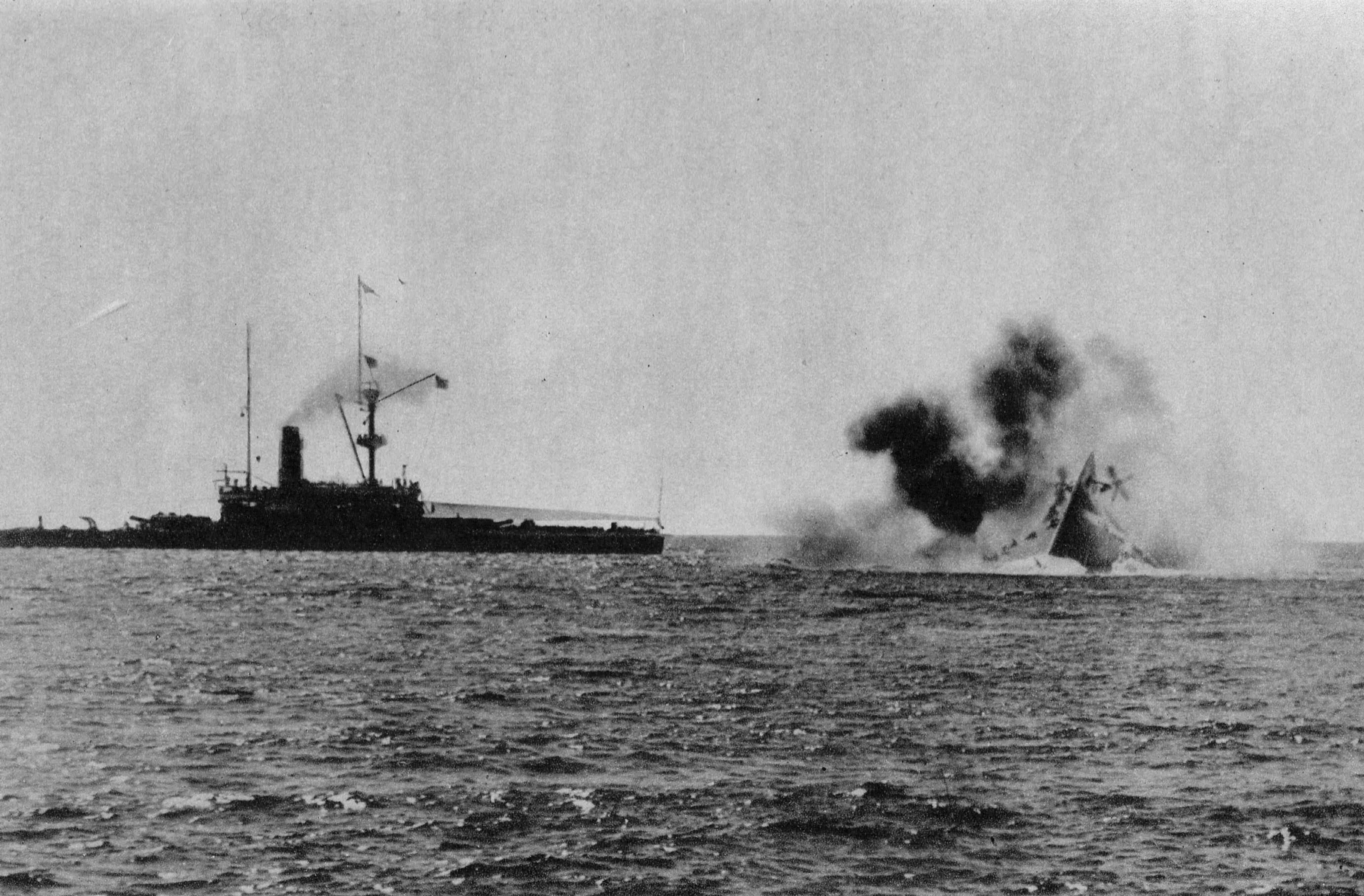
Victoria enfonsant-se després de la col·lisió, foto presa des de l'HMS Collingwood. També s'hi veu l'HMS Nile.

El Victoria va bolcar només tretze minuts després del xoc, girant cap a estribord amb un brogit terrible, mentre les barques i tot el que no estava lligat queia cap al costat, i l'aigua que entrava causava explosions quan arribava a les calderes. Amb la quilla cap dalt, va entrar a l'aigua amb la proa per davant, i les hèlixs rotant amb greu perill per qualsevol que s'hi acostés. La majoria de la tripulació va aconseguir abandonar el vaixell, però els de la sala de motors no van rebre en cap moment l'ordre de deixar el seu lloc i es van ofegar. El capellà del vaixell, el reverend S. D. Morris RN, fou vist per última vegada intentant rescatar els malalts. Mentre s'enfonsava, tota mena d'estris es desenganxaven del vaixell i pujaven enmig dels homes. La zona del voltant del naufragi va convertir-se en un "cercle creixent de bombolles i escuma, com una paella gegant de llet bullent", on les barques de rescat no gosaven d'entrar. Els equips de rescat anaven mirant mentre el nombre d'homes vius a l'aigua anava minvant. El tinent Lorin, un dels supervivents, va afirmar: "Tota mena d'articles flotants pujaven amb una força tremenda, i la superfície de l'aigua era una massa bullent. Anàvem d'una banda a l'altra, ens mig ennuegàvem amb aigua, i corríem entre el naufragi fins que vam quedar mig desmaiats". El canoner Frederick Johnson va explicar que l'havien xuclat cap endins tres cops i que al principi hi havia 30-40 persones al seu voltant, i després només tres o quatre.
El Camperdown també estava força malmès, amb l'esperó pràcticament arrencat. Van entrar centenars de tones d'aigua a la proa. La seva tripulació va haver de construir un coferdam que travessava la coberta principal per aturar la inundació. Igual que el Victoria, les portes estanques vitals no s'havien tancat a temps, permetent que s'inundés el vaixell. Al cap de 90 minuts, els bussos van aconseguir d'arribar a la porta d'una mampara i tancar-la per poder contenir l'entrada d'aigua. Al final, el vaixell va tornar a Trípoli a una quarta part de la velocitat, encara amb set compartiments inundats.
Els vaixells que seguien van tenir més temps de fer accions evasives, i van poder anar evitant col·lidir entre ells. L'HMS Nile ja estava girant per seguir el Victoria quan va haver-hi el xoc, i va acostar-s'hi fins a uns 50 m mentre provava de girar. Alguns testimonis van dir que encara havia anat de més poc. De manera similar, a l'Edinburgh li va anar de poc de no envestir el Camperdown pel darrere. L'Inflexible va acabar aturat a uns 180 m del Victoria, i el Nile a 90 m.

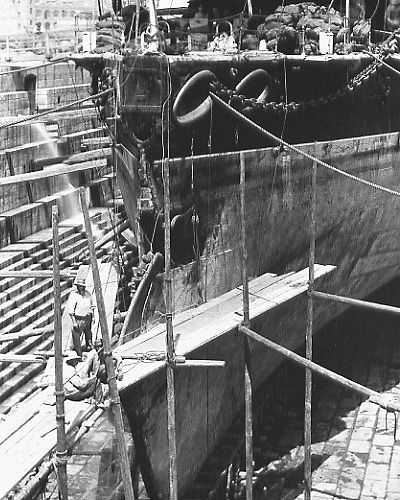
Els danys a la proa del Camperdown.

357 membres de la tripulació foren rescatats i 358 en van morir. A l'HMS Collingwood li tocava aquell dia de proporcionar una llanxa de vapor per a la flota, i per tant, la seva llanxa estava preparada i va sortir al cap d'un minut que es desenganxessin el Camperdown i el Victoria. El capità Jenkins va ignorar l'ordre inicial de Tryon de fer girar cua els vaixells de rescat i gràcies a això fou la que va recuperar més supervivents. Sis cossos es van recuperar immediatament després de l'enfonsament, però, encara que es va organitzar una cerca durant la nit i els dies següents, no se'n van trobar més. La cavalleria turca va buscar per les platges, però tampoc no hi van trobar cossos. Els sis es van soterrar l'endemà en un terreny que havia proporcionat el Soldà de Turquia als afores de Trípoli. 173 ferits es van traslladar als creuers HMS Edgar i Phaeton per anar a Malta. El comandant Jellicoe, que encaria patia de febre, sumant-hi l'estona a l'aigua, on va ser ajudat pe cadet Philip Roberts-West, va compartir la cambra del capità a l'Edgar.
Tryon va quedar-se al sostre de la sala de mapes mentre el vaixell s'enfonsava, acompanyat per Hawkins-Smith. Hawkins-Smith va sobreviure, però veia difícil que Tryon ho hagués pogut fer, perquè estava menys en forma, i ell amb prou feines havia escapat, primer dels embolics amb els aparells del vaixell, i després de la força de l'enfonsament.

### Investigació i consell de guerra
La notícia de l'accident va provocar una commoció al públic britànic, en una època en què la Royal Navy ocupava un lloc preeminent a la consciència nacional. Les primeres notícies eren escasses, i una multitud de milers d'amics i parents va assetjar l'edifici de l'Almirallat esperant-ne notícies. El telegrama inicial de Markham a l'Almirallat només donava els noms dels 22 oficials que s'havien ofegat, i la resta de detalls trigaven a arribar. Molts en van culpar immediatament a Tryon, com a candidat evident. Més endavant, a mesura que anava arribant més informació, noves opinions van començar a qüestionar com podia ser que oficials experimentats haguessin dut a terme ordres tan perilloses. A Londres es va fer una col·lecta que va aconseguir 50.000 lliures en tres setmanes (equivaldria a 5 milions de lliures d'avui en dia) per ajudar les famílies dels mariners que havien perdut la vida.
Una preocupació immediata fou escatir per què un dels cuirassats de primera de Gran Bretanya — de disseny semblant a molts d'altres — s'havia enfonsat a causa d'un dany relativament modest, produït per una envestida a baixa velocitat. Es va considerar que, encara que era important de determinar exactament què havia passat, seria contraproduent dur a terme la investigació de forma pública, arriscant-se a exposar les debilitats dels vaixells britànics a les marines enemigues. Encara que els francesos ja havien deixat d'utilitzar l'esperó com a arma de guerra, i s'estava debatent la seva efectivitat, es va dictaminar oficialment que era una arma eficaç i poderosa. El Director de Construcció Naval, Mr. William Henry White, va redactar un informe i el va presentar al Parlament el novembre de 1893. L'informe negava que si el blindatge lateral del Victoria hagués arribat fins al punt de l'impacte (acabava més enrere), hagués pogut reduir els danys i s'hagués salvat el vaixell. També negava que les portes de mampara automàtiques haguessin estat útils, encara que poc després se'n van instal·lar a tots els vaixells principals de la Marina. També negava que el vaixell fos inestable, encara que es van fer modificacions a les mampares del vaixell germà Sans Pareil.

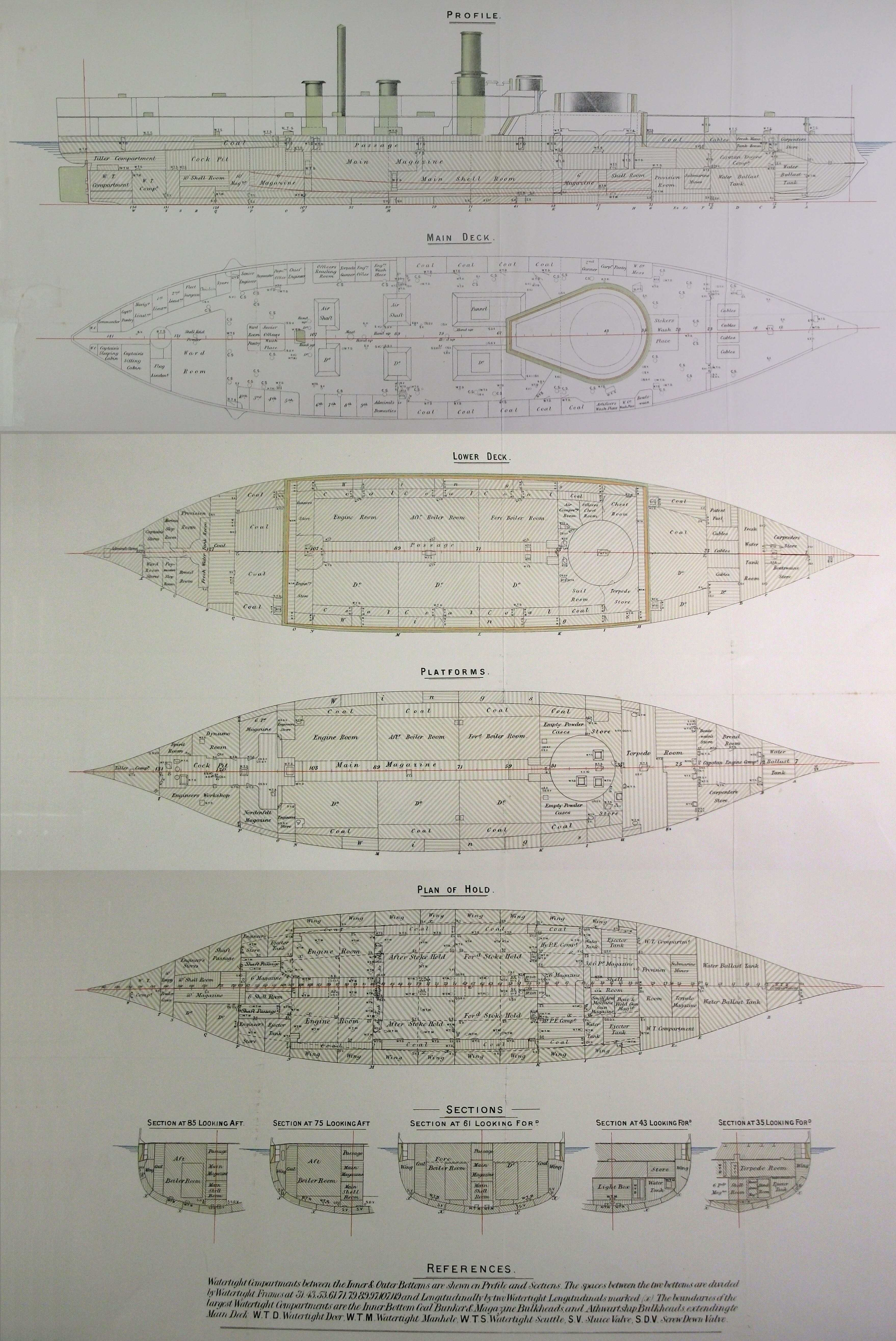
Plànols de l'HMS Victoria.

El 17 de juliol, va començar un consell de guerra a la coberta de l'HMS Hibernia, a Malta, per investigar l'enfonsament del Victoria, i jutjar la conducta de la tripulació supervivent, sobretot del capità Maurice Bourke. Tota la tripulació (excepte tres, que foren excusats per malaltia) havien de comparèixer com a presoners davant del tribunal. El personal de l'almirall Tryon no constaven com a part de la tripulació i, per tant, no estaven acusats. El president del tribunal era el nou almirall que s'havia nomenat per comandar la flota de la Mediterrània, Sir Michael Culme-Seymour. L'elecció de Seymour no era casual, ja que tenia dues feines molt delicades: recuperar la confiança de l'esquadra, i liderar la investigació de manera segura. Era un almirall respectat, prop del final de la seva carrera, i no esperava més nomenaments. Venia d'una família amb un gran tradició d'oficials de la Marina, era parent del Primer Lord de l'Almirallat, el seu pare havia estat capellà de la Reina Victòria, i l'havia recomanat el seu amic, el Príncep Alfred, que estava preocupat per un altre amic seu, el capità Bourke. El Príncep Alfred també li va recomanar que agafés com a secretari Henry Hoskins Rickard, que havia estat secretari seu, i que també va ser nomenat segon jutge advocat. Ja havia fet la mateixa funció en altres consells de guerra, que consistia a donar consell sobre detalls legals i resumir de forma imparcial els al·legats de l'acusació i de la defensa. El capità Alfred Leigh Winslow, expert en senyals i maniobres de la flota, fou nomenat fiscal i va viatjar a Malta juntament amb el nou almirall i el seu personal. El vicealmirall Tracey, superintendent de les drassanes de Malta, amb set capitans de la flota, formaven el tribunal. Malgrat algunes reticències, es va permetre la presència de la premsa. El taquígraf el va haver de proporcionar Central News. El capità Bourke va fer immediatament l'objecció que quatre dels jutges eren capitans de vaixells que havien pres part en l'incident, inclòs el capità del Camperdown, i van ser substituïts per altres oficials.
Una teoria popular que circulava en aquell moment era que Tryon havia confós el radi de gir del vaixell amb el diàmetre, i per això només havia deixat un espai de dos cables en comptes de quatre, més un marge de seguretat de dos cable més entre les dues columnes de vaixells. Van preguntar a Bourke sobre això, i va declarar que en aquell moment no se li havia acudit aquesta possibilitat. No obstant, també va demanar al tribunal que li permetés de no comentar una conversa amb Tryon, on havia fet notar abans de la col·lisió que els radis de gir del Victoria i el Camperdown eren d'uns 730 m, mentre que l'almirall havia ordenat que els vaixells només estiguessin a 1.100 m de separació. Malgrat la petició de Bourke de no parlar-ne, era ell qui havia tret el tema davant del tribunal, que no li ho havia preguntat. Bourke va informar que Tryon havia donat instruccions perquè la distància entre els vaixells es mantingués a sis cables, però va explicar la seva passivitat davant d'una amenaça tan evident contra els vaixells dient que esperava que en Tryon donés alguna solució al flagrant error a l'últim minut. Bourke va ser interrogat sobre el sistema TA de Tryon i com solia funcionar. Va contestar que normalment l'almirall anava cap al davant durant TA, deixant els oficials del vaixell a popa, mentre que en les altres situacions es quedava a popa. Aquesta vegada, Tryon havia anat cap endavant.

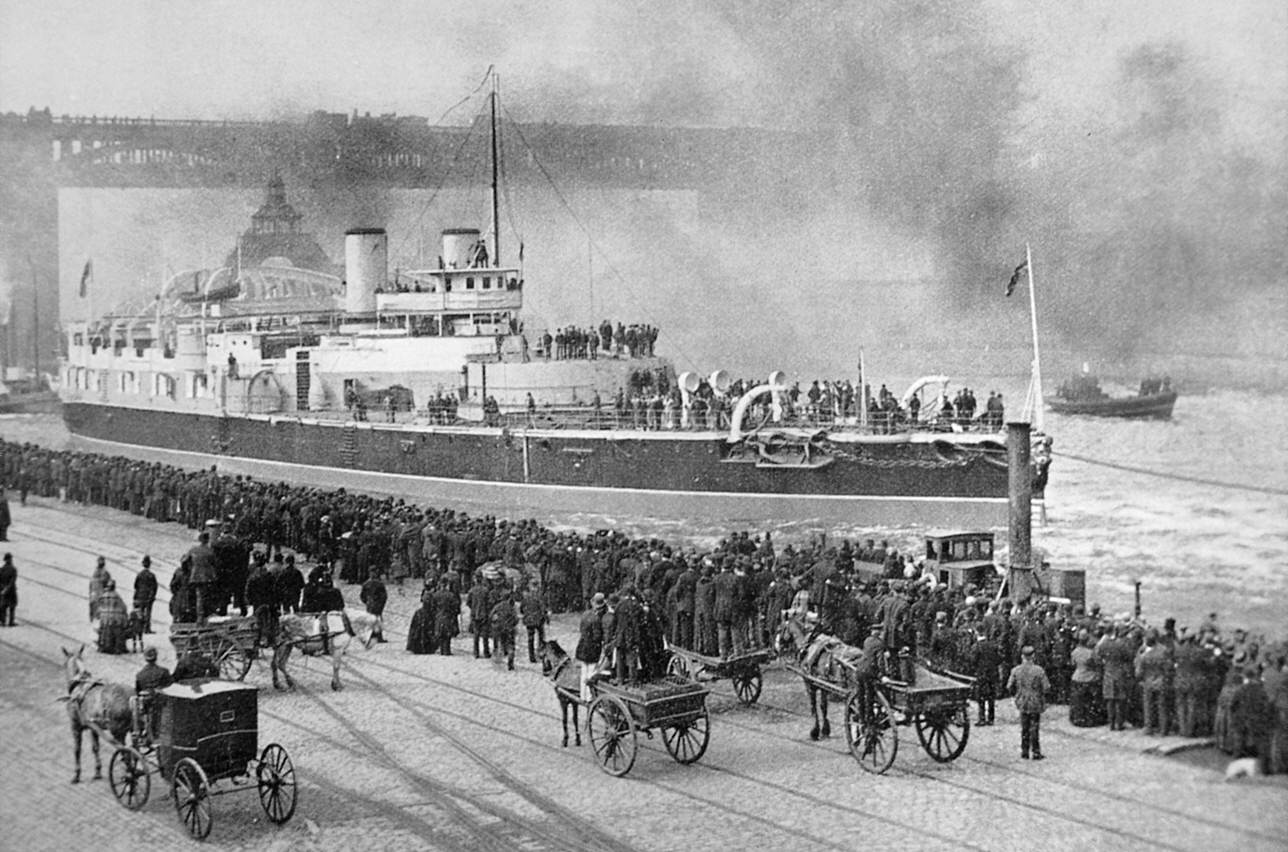
El Victoria, cap al 1888.

Gillford fou cridat a declarar, i va tornar a dir de mal grat al tribunal que després de la col·lisió li havia sentit dir a en Tryon, "Ha estat tot culpa meva". Hawkins-Smith ho va confirmar, dient que havia estat al pont amb Tryon i Gillford després de la col·lisió quan en Tryon havia dit, "Ho he fet tot jo, ha estat tot culpa meva". Hawkins-Smith va confirmar al tribunal que ningú no creia que el Victoria pogués enfonsar-se tan ràpid com ho va fer. Ningú no fou interrogat sobre si hagués estat millor o no de deixar els dos vaixells encaixats, almenys fins que totes les portes estanques s'haguessin tancat bé, abans de separar-los i, per tant, d'obrir els forats dels dos vaixells.
Després de dos testimonis més, Markham fou convidat a respondre preguntes en qualitat de testimoni, encara que el fet que fos un potencial acusat en el futur va fer que el tribunal li permetés de suggerir preguntes a fer a altres testimonis. Va explicar la seva confusió quan va rebre per primer cop l'ordre de girar, i el seu refús d'assenyalar que la complia perquè no podia veure com es podia fer la maniobra de manera segura. Va observar que era conscient que els vaixells passaven del punt al qual havien d'haver girat i calia respondre de forma urgent. Va afirmar que finalment havia complert l'ordre, després que Tryon li preguntés pel retard, havent decidit que Tryon devia tenir intenció de girar a poc a poc, per fora del gir del Camperdown, de manera que les dues línies passarien de costat en direccions oposades. Llavors, les dues línies s'haurien invertit, "mantenint l'ordre de la flota", tal com havia estat abans del gir. Llavors se li va llegir a Markham un memoràndum que va fer circular en Tryon abans mateix de la sortida de la flota, que incloïa la instrucció: "Quan l'obediència literal a qualsevol ordre, de qualsevol manera que es doni, provoqués una col·lisió amb un amic....les ordres principals indiquen que s'ha d'evitar el perill, mentre que l'objectiu de l'ordre s'ha d'aconseguir si és possible". Markham va observar que, mentre que no havia estat pensat precisament en el memoràndum, sí que havia pensat en la seguretat del seu vaixell. Quan es va fer evident que estava en curs de col·lisió, no podia girar més cap a estribord, ni girar cap a babord, perquè això hauria trencat "la regla de la carretera", de manera que l'únic que podia fer era invertir la marxa al màxim. Per desgràcia, només s'havien assenyalat tres quarts de marxa inversa. Se li va observar que podia havia girat més cap a estribord de manera que hauria evitat la col·lisió, però va tornar a respondre que això hauria anat contra 'la regla de la carretera'. Quan se'l va seguir interrogant, va admetre que "la regla de la carretera" no s'aplicava durant les maniobres. També va confirmar que durant tot el gir havia estat mirant amb atenció els senyals del timó del Victoria, que indicaven que estava girant al màxim.
El capità de bandera de Markham, Charles Johnstone, fou el següent a ser interrogat. D'entrada va confirmar que només havia acceptat l'ordre de girar quan Markham li havia explicat com podia ser duta a terme, Després, però, va admetre que en el moment que va començar el gir encara no entenia com podia concloure's amb èxit. Va confirmar que el Camperdown només havia utilitzat 28° de timó en comptes dels màxims possibles 34°, i no havia intentat de girar més ràpid invertint una de les hèlixs com podria haver fet. El fet de no invertir la marxa al màxim davant d'una col·lisió imminent tampoc no va quedar explicat. Els tinents Alexander Hamilton i Barr foren interrogats sobre el que havien sentit de converses entre els oficials de més rang, fent evident que va haver-hi una confusió contínua sobre el que calia fer, com a mínim fins al moment que l'ordre de girar es va fer efectiva. Molts altres testimonis van declarar.

### Informe tècnic de l'Almirallat

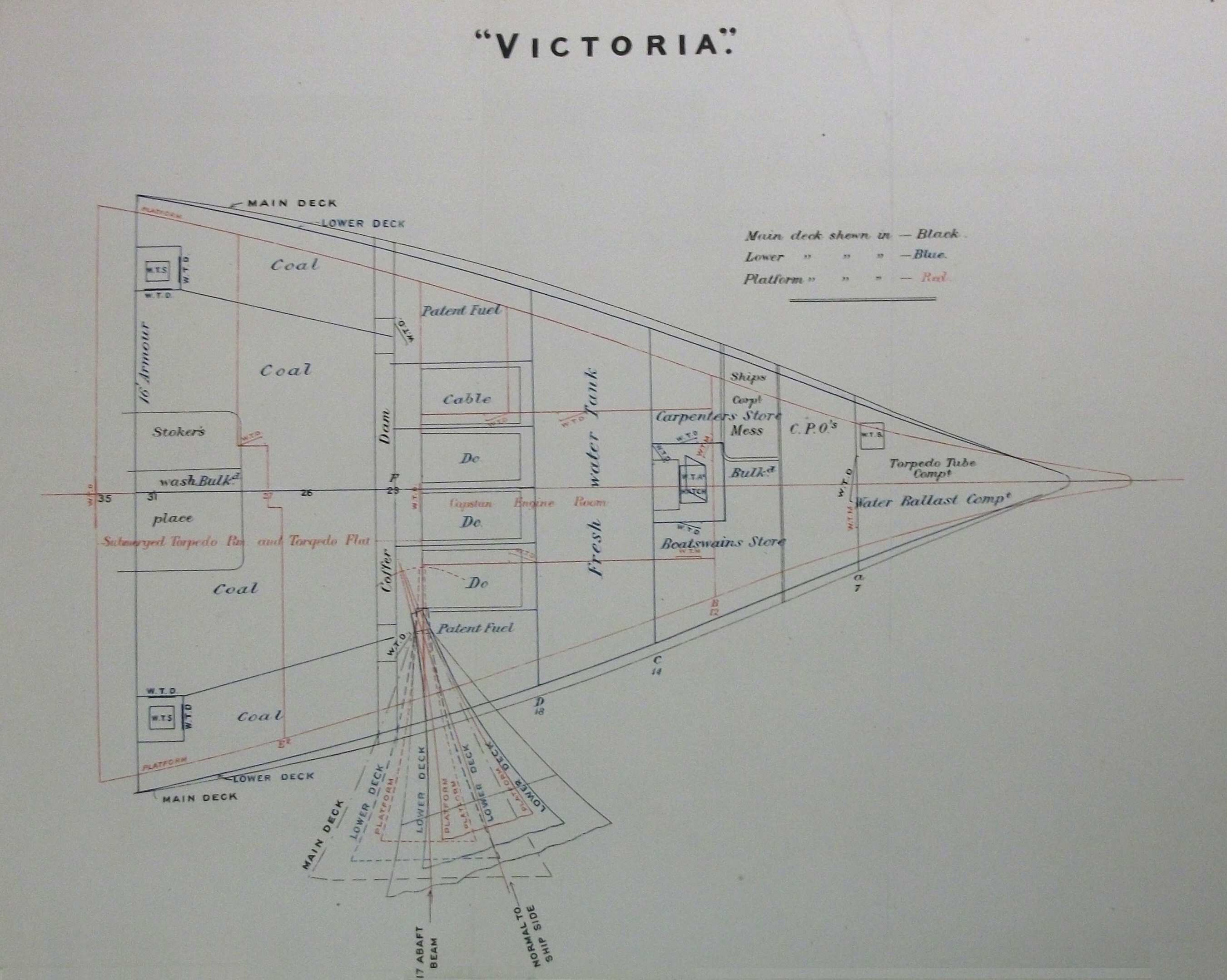
Diagrama que mostra el punt de col·lisió i la penetració del Camperdown dins el Victoria.

El Director de Construcció Naval, W.H. White va preparar un informe que reconstruïa exactament com s'havia enfonsat el vaixell, que es va publicar el setembre de 1893; combinava els testimonis dels supervivents amb els detalls de disseny coneguts del vaixell. El Camperdown havia impactat aproximadament a 20 m de la roda de proa del Victoria amb un angle aproximat de 80°, davant mateix d'una de les mampares transversals principals. El Camperdown estava navegant a uns 6 nusos (11 km/h) i, per tant, l'impacte era equivalent a l'energia d'un projectil dels canons de 300 mm que en aquella època estaven en servei, el BLR de 45 tones. Va empènyer la proa del Victoria uns 20 m de costat. El Camperdown no va poder entrar més dins del Victoria probablement en topar contra la coberta blindada protectora que travessava el Victoria per sota el nivell de l'aigua. La roda del Camperdown va penetrar poc menys de 2 m al costat del Victoria, mentre que l'esperó submarí va penetrar uns 2,7 m, a 3,7 per sota de la línia de flotació. Si el Camperdown hagués anat més a poc a poc, era probable que els danys de la roda haguessin disminuït, però l'esperó submarí podria haver fet un forat al llarg del blindatge relativament prim del Victoria mentre continuava movent-se endavant. Havia passat una cosa semblant en una col·lisió entre els vaixells de guerra alemanys SMS König Wilhelm i el Großer Kurfürst, provocant l'enfonsament del segon. Això no va ser causat pel fet que els dos vaixells quedessin enganxats, encara que la inèrcia va fer que el Camperdown girés en relació amb el Victoria fent el forat més gran.
Després que el Camperdown es desenganxés, l'entrada inicial d'aigua no la limitava la mida del forat, sinó la velocitat a la qual l'aigua podia passar des dels compartiments afectats directament cap als seus adjacents. Es va observar que no hi havia hagut prou temps per tancar les portes estanques, procés que trigava tres o quatre minuts fins i tot quan els homes estaven en servei i preparats per fer-ho. La col·lisió va anar seguida de l'enfonsament progressiu de la proa, i la inclinació cada vegada més gran cap a estribord durant uns 10 minuts, moment en el qual la proa ja s'havia enfonsat 7 m des de la seva posició normal. Aproximadament la meitat de la llargada del vaixell estava submergida, i la punta de l'hèlix de babord sortia de l'aigua en comptes d'estar 3,4 m per sota. El vaixell estava escorat uns 20°. Llavors va haver-hi una sacsejada cap a estribord, i el vaixell va bolcar. Això es va atribuir al fet que l'aigua havia arribat a les portes i escotilles obertes de la torreta dels canons i els costats del vaixell, que ara començaven a inundar nous compartiments del costat d'estribord. El bolcat del vaixell va ser lent al principi, però es va anar accelerant, acompanyat per cada vegada més soroll, audible des dels vaixells propers, ja que tot el que no estava fixat anava caient cap a baix, empitjorant el procés. En aquell moment, el vaixell encara estava intentant d'arribar a port. Això tendia a forçar la proa cap avall i a fer que entrés més aigua al vaixell, mentre que el timó encallat cap a estribord tendia a augmentar l'escora.

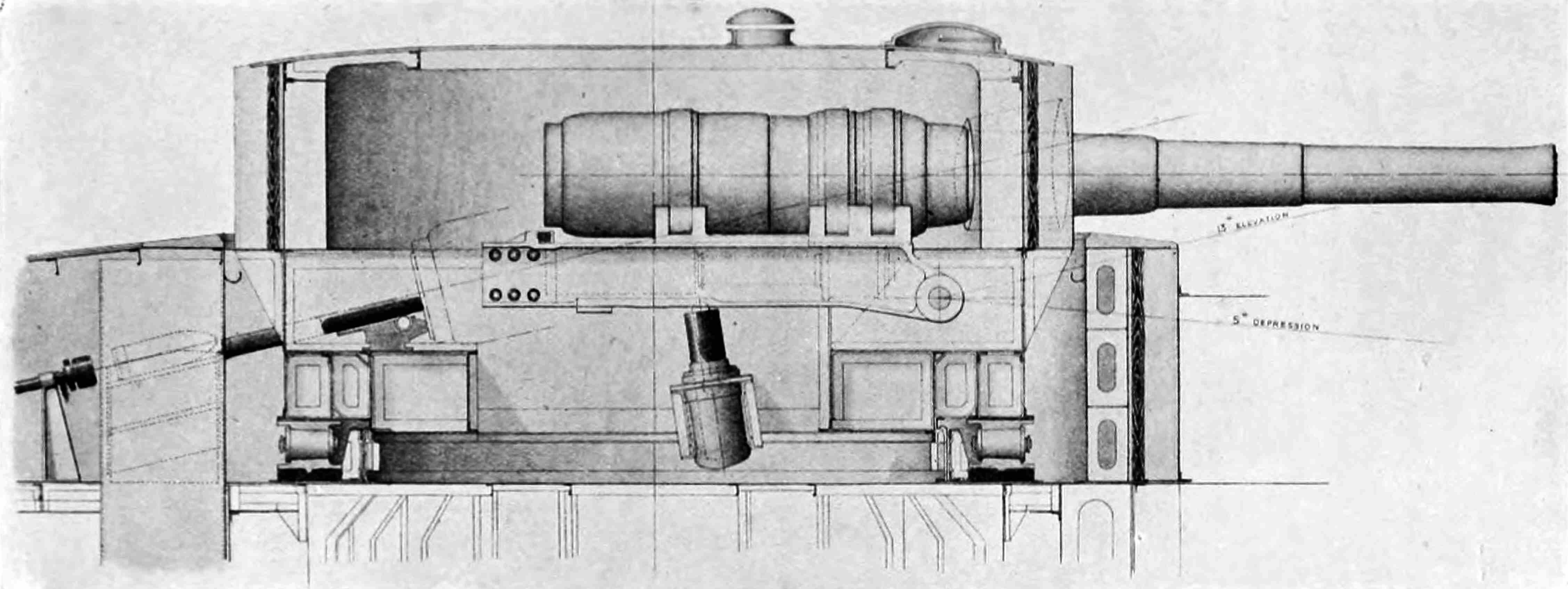
Secció que mostra un canó BL de 413 mm. El pes dels canons va contribuir a la inestabilitat del vaixell i al disseny baix del castell de proa.

A partir dels informes dels supervivents es va estimar que al principi van quedar afectats dotze compartiments estancs, provocant una pèrdua de flotació d'unes 690 T a la part anterior del vaixell, la majoria concentrades per sota del nivell de la coberta blindada. L'aigua es va anar escampant cap a altres zones, i al final va arribar a omplir l'espai per sota de la coberta principal. No hi havia mampares significatives a les zones afectades, que haurien pogut tenir l'efecte d'evitar que l'aigua anés cap a la banda de babord i, per tant, haurien accentuat l'escora, però l'aigua havia inundat primer la banda del forat provocant el desequilibri. L'aigua no va entrar a la sala de calderes ni a la de motors. Es va determinar que si les portes dels canons i les portes de coberta haguessin estat tancades per evitar que l'aigua hi entrés, el vaixell no s'hauria capgirat. Normalment, aquestes portes haurien estat tancades si el vaixell estigués navegant amb mala mar, però no estava previst al procediment normal per tancar-se en cas de col·lisió. Podria no haver-se enfonsat, però això depenia de si algunes portes de mampares havien estat tancades o no, cosa que no estava clara. Si totes les portes haguessin estat tancades d'entrada de manera que només els compartiments foradats s'haguessin inundat, segurament la coberta del vaixell s'hauria mantingut per sobre del nivell de l'aigua amb una escora d'uns 9° i el Victoria hauria pogut continuar de forma autònoma.

### Conseqüències
El consell de guerra va establir cinc conclusions:
- Que la col·lisió era deguda a una ordre de l'Almirall Tryon.
- Que després de l'accident s'havia tot el possible per salvar el vaixell i les vides.
- Que ni el Capità Bourke ni cap altre membre de la seva tripulació van tenir cap culpa.
- 'El tribunal està plenament convençut que, encara que cal lamentar que el Contraalmirall Albert H. Markham no va dur a terme la seva primera intenció de fer arribar al Comandant en Cap els seus dubtes sobre el senyal, seria fatal per als interessos del servei dir que tenia culpa pel fet de complir les ordres del Comandant en Cap present en persona'.
- El tribunal no va poder establir perquè el Victoria s'havia capgirat.

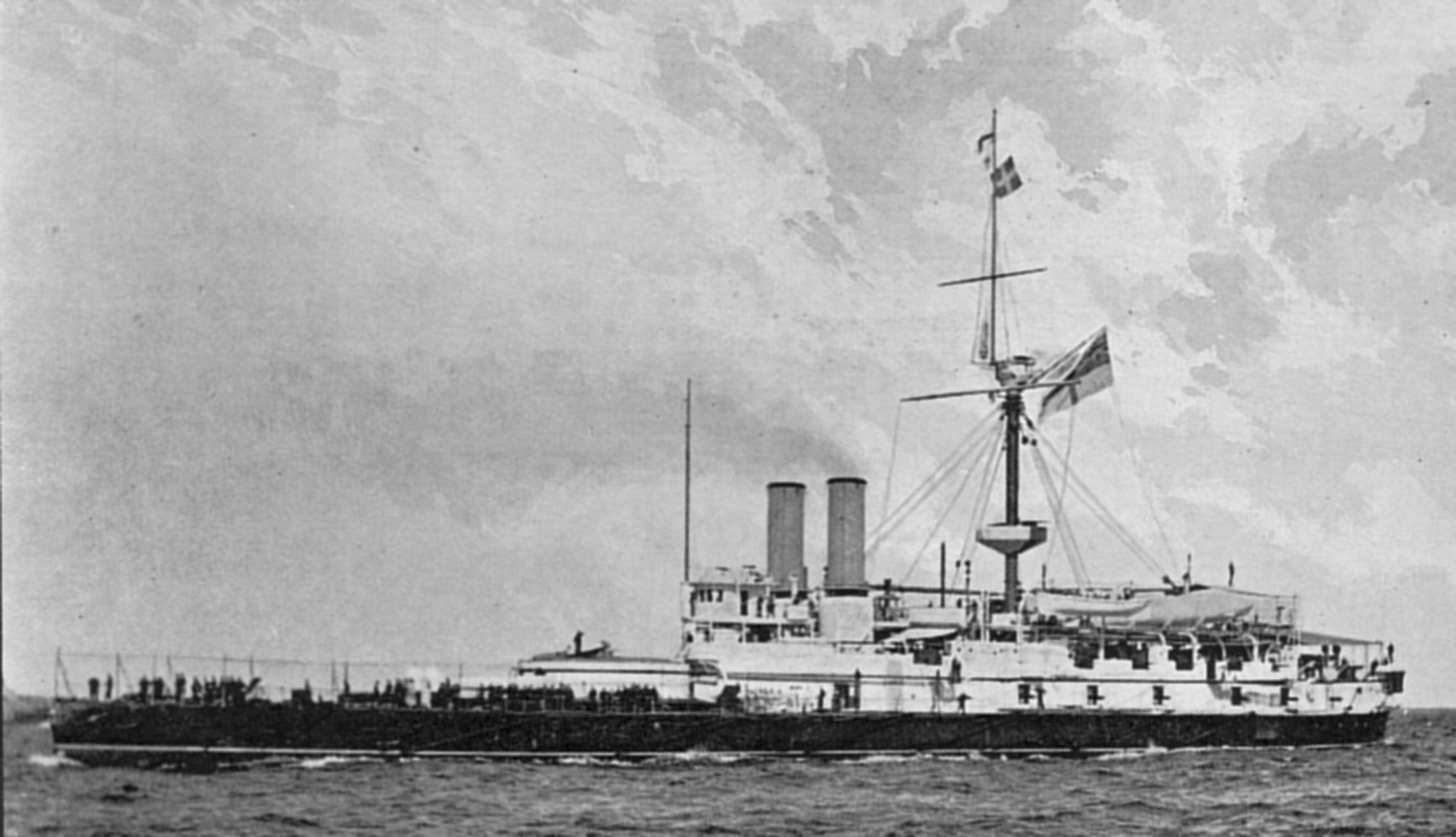
Victoria

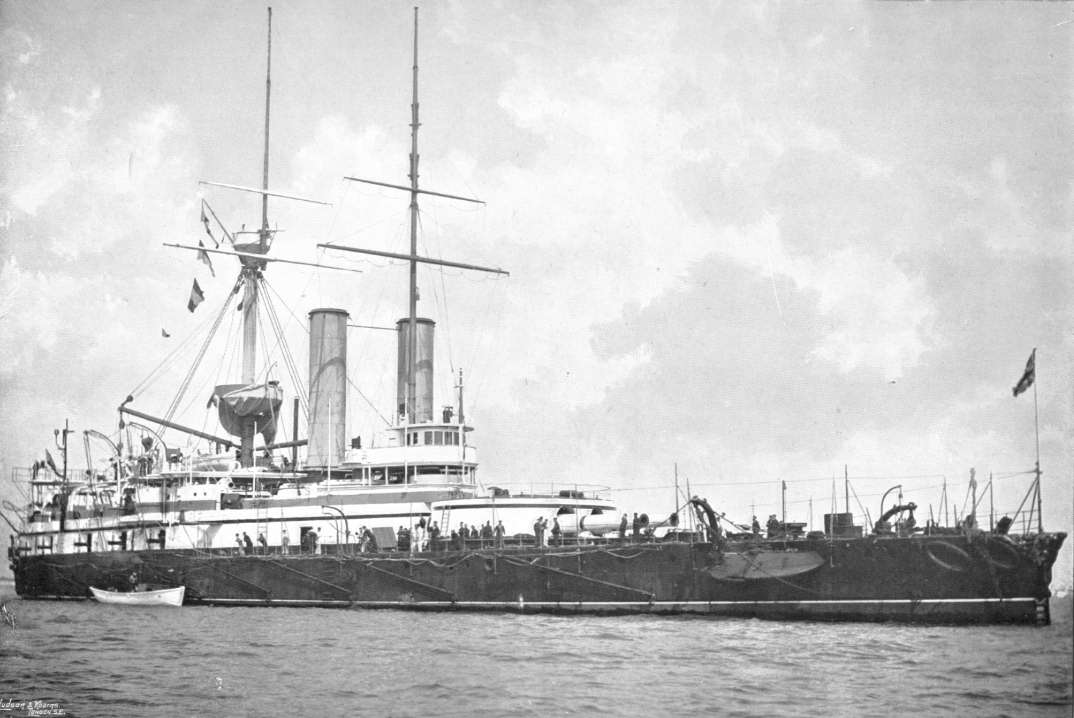
Sans Pareil

Es va establir que el vaixell no hauria estat en perill si les portes estanques s'haguessin tancat a temps. Bourke va quedar sense culpa, perquè la col·lisió era deguda a l'ordre explícita de l'Almirall Tryon, però la sentència contenia una crítica implícita del Contraalmirall Markham. Winsloe es va queixar després que no se li havia permès de presentar el cas de forma adequada, i que hi havia proves més que suficients per condemnar Markham i altres de la seva tripulació per negligència. A Anglaterra, la premsa estava confusa sobre si les conclusions sobre Markham constituïen una acusació o no, i si era responsabilitat d'un oficial de desobeir una ordre perillosa. El Saturday Review va comentar, "el tribunal s'ha esquitllat de l'objectiu real amb una astúcia (ja que no podem dir-ne destresa) no totalment digna de la franquesa que esperem d'oficials i cavallers". El Capità Gerald Noel del Nile, que havia testificat contra les accions del Camperdown, va escriure a Markham observant que les coses haurien pogut acabar millor si hagués estat en qualsevol altre vaixell que el Camperdown, i que en opinió seva el Capità Johnstone era incompetent. Charles Beresford i l'Almirall de la Flota, Sir Geoffrey Phipps Hornby van publicar una carta conjunta a la United Service Gazette on deien: "L'Almirall Markham podria haver refusat d'efectuar l'evolució que s'havia ordenat, i el Victoria s'hauria pogut salvar. L'Almirall Markham, però, hauria estat jutjat per un consell de guerra, i ningú no li hauria fet costat perquè no ens adonaríem que havia evitat una catàstrofe. Resumint, l'obediència incondicional és l'únic principi que ha de guiar les actuacions del servei". Això contrastava amb una afirmació que contenia el llibre oficial de senyals: "Encara que és obligació de cada vaixell de mantenir de forma tan correcta com sigui possible la posició que se li ha assignat, aquesta obligació no s'ha de considerar que alliberi el capità de la responsabilitat de prendre els passos necessaris per evitar cap perill a què estigui exposat, quan l'acció immediata és imperativa i el temps o les circumstàncies no permeten que s'obtingui el permís de l'Almirall".
El veredicte del tribunal l'havia de confirmar la junta de l'almirallat de Londres. Es van trobar en una situació difícil; encara que l'opinió naval semblava que havia arribat al consens que Markham tenia una culpa significativa, i que no era acceptable d'establir un precedent que qualsevol oficial que provoqués un desastre seguint ordres cegament pogués invocar en la seva defensa, també considerava que era impossible de criticar severament a Markham sense culpar Bourke per tampoc no haver fet res. Es va arribar a un compromís, fent un afegit al veredicte, establint que Markham no tenia cap justificació per pensar que el Victoria l'encerclaria i, per tant, hauria hagut d'actuar molt abans per evitar la col·lisió. El Capità Johnstone també fou criticat, tant per fracassar en la seva pròpia responsabilitat de protegir els vaixells, i per no dur a terme ràpidament les ordres quan la col·lisió era imminent.
Tant Markham com Johnstone continuaven sentint-se ofesos pel veredicte, i volien portar l'assumpte a un nou consell de guerra per netejar el seu nom. Fou Seymour qui els va convèncer que se n'havien sortit prou bé, i que qualsevol cas nou només podia anar en contra seva. Markham va completar els mesos que li quedaven a la seva missió a la Mediterrània, però després va quedar amb mitja paga i sense comandament. Va rebre destins menors i va arribar al rang d'almirall abans de retirar-se als 65 anys el 1906.
El sistema TA de Tryon — i amb ell, el seu intent de recuperar la iniciativa de l'època de Nelson a la Royal Navy victoriana — va morir amb ell. Tant si Tryon havia tingut la intenció que el sistema estigués en marxa en el moment de l'accident, com si no, els enemics tradicionalistes del sistema nou van utilitzar la col·lisió com excusa per desacreditar-lo i enterrar-lo. En part, això es va mitigar amb la introducció de la comunicació sense fils al cap d'uns sis anys. La dependència forta sobre la senyalització detallada — i l'ètica de confiar en ordres precises — va continuar a la marina ben bé fins a la Primera Guerra Mundial. Van ocórrer alguns incidents on seguir ordres molt concretes o errors de senyalització van permetre que l'enemic s'escapés durant aquesta guerra, de manera que si no hagués passat la catàstrofe del Victoria i Tryon hagués sobreviscut per continuar la seva campanya, hi podria haver hagut una millora significativa en el rendiment dels britànics.
Al cap de cinc anys de l'incident, només el Camperdown continuava en servei actiu; la resta dels cuirassats que llavors eren de primera línia havien quedat relegats a feines de guarda per obsolets.
L'esposa de Tryon havia organitzat una gran festa social a la seva casa de Londres en el moment que el seu vaixell col·lidia amb el Camperdown. Hi ha una llegenda que alguns convidats van veure l'Almirall Tryon baixant les escales.

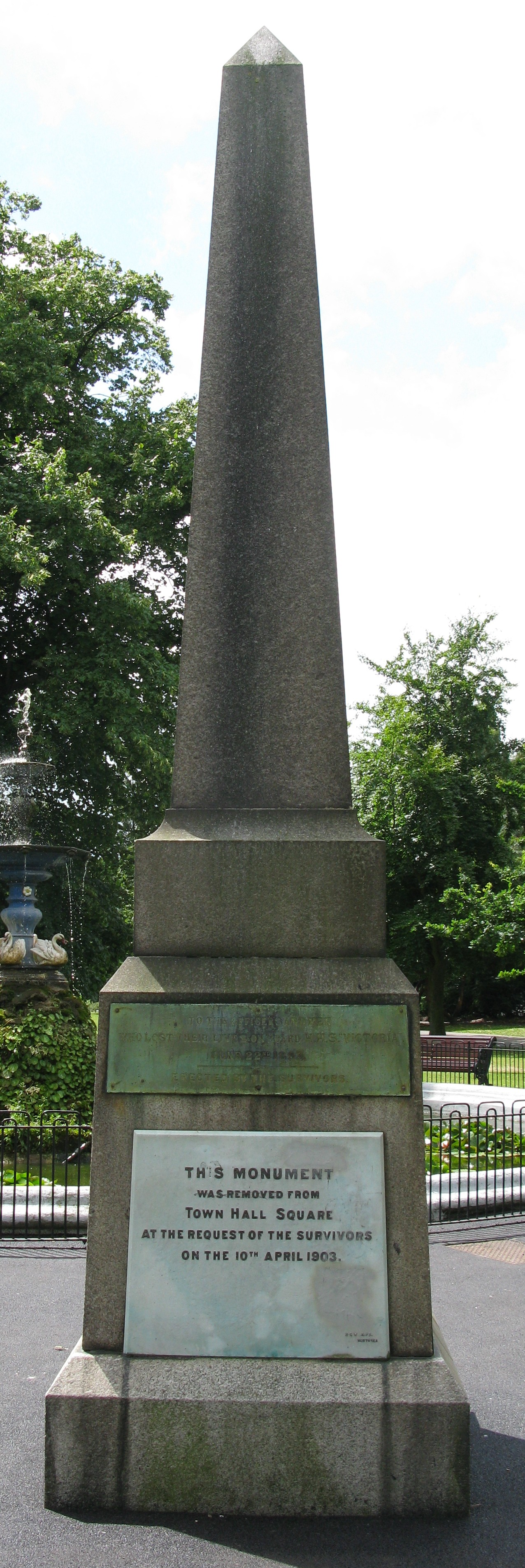
El monument de Victoria Park, Portsmouth, a la tripulació morta en l'accident.

Hi ha un monument de record a la tripulació morta en el desastre a Victoria Park, Portsmouth. Primer es va construir a la plaça principal de la ciutat, però a petició dels supervivents, es va traslladar al parc el 1903, on estaria més protegit.
Una secció a escala del Victoria — que estava exhibint-se amb molt d'èxit a l'Exposició Universal de Chicago en el moment de l'accident — fou tapada amb un llençol en senyal de dol.
El 1908, els vaixells Good Hope i Argyll van rebre ordres que haurien pogut provocar una col·lisió, però el Contraalmirall Percy Scott va implementar un curs diferent del que s'havia ordenat, assegurant que no hi hagués risc de col·lisió.

### La intenció d'en Tryon
No s'ha arribat a cap conclusió definitiva sobre el que Tryon pretenia fer amb la seva maniobra. S'han proposat dues explicacions.
La primera és que Tryon es va equivocar en les ordres que va donar. S'ha suggerit que podria haver estat malalt o indispost d'alguna manera, cosa que vindria avalada pels comentaris bruscos que va fer als oficials que s'hi van dirigir en aquell moment, i pel seu desinterès aparent pels resultats un cop la maniobra va començar. Alternativament, que era plenament conscient, però havia estimat malament el radi de gir dels vaixells implicats. S'ha suggerit que una maniobra molt més freqüent era un gir de 90°, per al qual deixar dos cables per vaixell hauria estat correcte. Basant-se en això, els vaixells hauria completat els seus girs cap endins amb un espai de dos cables, i llavors haurien tornat a traçar el seu curs cap al punt correcte on haurien girat cap a les seves posicions finals d'ancoratge. Fos quin fos el motiu de l'error inicial, hi ha una certa confirmació d'aquesta explicació amb la declaració del Tinent Charles Collins, que havia estat oficial de guàrdia al Victoria al moment de l'incident. Les memòries escrites per Mark Kerr expliquen que Collins li havia confirmat que Tryon havia admès al pont que l'error que havia comès era aquest. Un historiador ha arribat a suggerir que les cartes incomprensibles de Tryon a Lord Charles Beresford indiquen que "patia algun deteriorament del cervell; que el seu error fatal no era cap aberració mental com les que es poden esperar dels joves i inexperts, sinó la conseqüència d'una malaltia que de vegades li enterbolia el seny i les idees".
La segona possibilitat és que Tryon era plenament conscient de l'ordre que havia donat i — entenent les objeccions adduïdes pels seus oficials — havia decidit igualment dur-la a terme. Tryon havia ordenat una maniobra idèntica durant exercicis diferents el 1890, però aquella vegada el gir s'havia cancel·lat perquè el comandant implicat no havia volgut assenyalar l'acceptació de l'ordre abans no fos massa tard per dur-la a terme (de fet, l'home que havia estat a la posició d'en Markham aquella vegada era el Vicealmirall Tracey, que ara seia al tribunal). Markham va suggerir com hauria estat possible de dur a terme l'ordre, amb una línia de vaixells girant per fora de l'altra. No obstant, va insistir que creia que Tryon tenia la intenció de girar per fora dels vaixells de Markham, malgrat que els senyals de navegació que mostrava el Victoria, que indicaven que estava girant al màxim de timó. S'ha suggerit que, al contrari del que va suggerir Markham, Tryon tenia la intenció de fer un gir tancat i deixar que Markham l'esquivés, prenent la posició exterior de la corba.
El suport per aquesta teoria va provenir al principi d'un periodista i historiador naval, William Laird Cloves, que va suggerir que els "Reglaments Reials" requerien que "si dos vaixells de vapor s'estan creuant de forma que hi hagi risc de col·lisió, el vaixell que té l'altra a la banda d'estribord es mantindrà fora del camí de l'altre", cosa que responsabilitzaria el Camperdown de prendre accions per evitar-ho. Clowes també sostenia que en qualsevol conflicte entre un vaixell que porta el comandant, i un altre, era responsabilitat de l'altre vaixell de no barrar el pas al seu comandant. Encara que aquest tipus concret de gir no estava inclòs al llibre oficial de maniobres, es mencionava en altres textos navals. Aquesta opinió ha estat acceptada per d'altres, que han afegit a l'argument el comportament de Tryon, que era coherent amb el fet que havia posat un problema de TA perquè el resolgués el seu subordinat i, per tant, seguia el seu hàbit normal de no explicar les seves intencions ni intervenir fins després. D'altres han argumentat que les declaracions dels testimonis suggereixen que Tryon havia acceptat que havia comès un error, i que si una columna de vaixells hagués passat per fora de l'altra en comptes de girar cap endins les dues, haurien estat en formació incorrecta per aproximar-se a les seves posicions normals d'ancoratge. El debat també s'ha centrat en si les instruccions dels senyals de bandera "...conservant l'ordre de la flota" impliquen que després, els vaixells havien d'estar en dues columnes com abans (és a dir, amb el Camperdown a la columna d'estribord) o si els senyals només volien dir que cada divisió havia d'estar en una columna amb el mateix ordre de vaixells, però que podria haver-se canviat de costat amb l'altra columna.

## ElVictoriadesprés del naufragi
Després d'una cerca que va durar deu anys, un submarinista libanès anomenat Christian Francis va descobrir el derelicte el 22 d'agost de 2004 a 150 m de fondària. Està dret verticalment, amb la proa i uns 30 metres de la seva llargada enterrats al fang, i la popa apuntant directament a la superfície. No és l'únic derelicte que es troba així, tal com es pensava al principi, perquè el monitor rus Rusalka també ha quedat així. La inclinació poc usual d'aquest derelicte es creu que és deguda al pes de la torreta del davant que contenia l'armament principal i al fet que les hèlixs continuaven girant impulsant-lo cap avall.
La comèdia de l'Ealing de 1949 Kind Hearts and Coronets conté una sàtira de l'accident, on Alec Guinness fa el paper de l'Almirall Lord Horatio D'Ascoyne, que ordena una maniobra que provoca que el seu vaixell insígnia sigui envestit i enfonsat per un altre vaixell de la seva flota.

### Relíquia de Lord Nelson
El 2012, un submarinista britànic, Mark Ellyatt, va anunciar que havia descobert l'espasí de l'almirall Horatio Nelson a bord del Victoria. Se sap que el vicealmirall Tryon era admirador de Nelson, i posseïa alguns efectes que havien estat seus. Ellyatt diu que va descobrir l'espasa a la cabina d'en Tryon, i que després la va amagar en una altra part del derelicte per evitar que la robessin. No la va recuperar ell mateix a causa de la incertesa sobre la seva propietat.